# 진해도서관
진해도서관은 경상남도 창원시 진해구에 있는 도서관이다.

## 연혁
- 1975. 09. 22. 개관

## 이용 안내
이용 시간
- 유아/어린이자료실, 디지털자료실, 연속간행물실, 종합자료실: 평일 09:00 ~ 22:00 / 주말 09:00 ~ 18:00
- 자율학습실: 매일 08:00 ~ 23:00

휴관일
- 매주 월요일
- 일요일을 제외한 법정 공휴일
- 신정, 설 및 추석연휴
- 도서관 사정에 의해 관장이 지정한 날